# Waikanae (rivière)

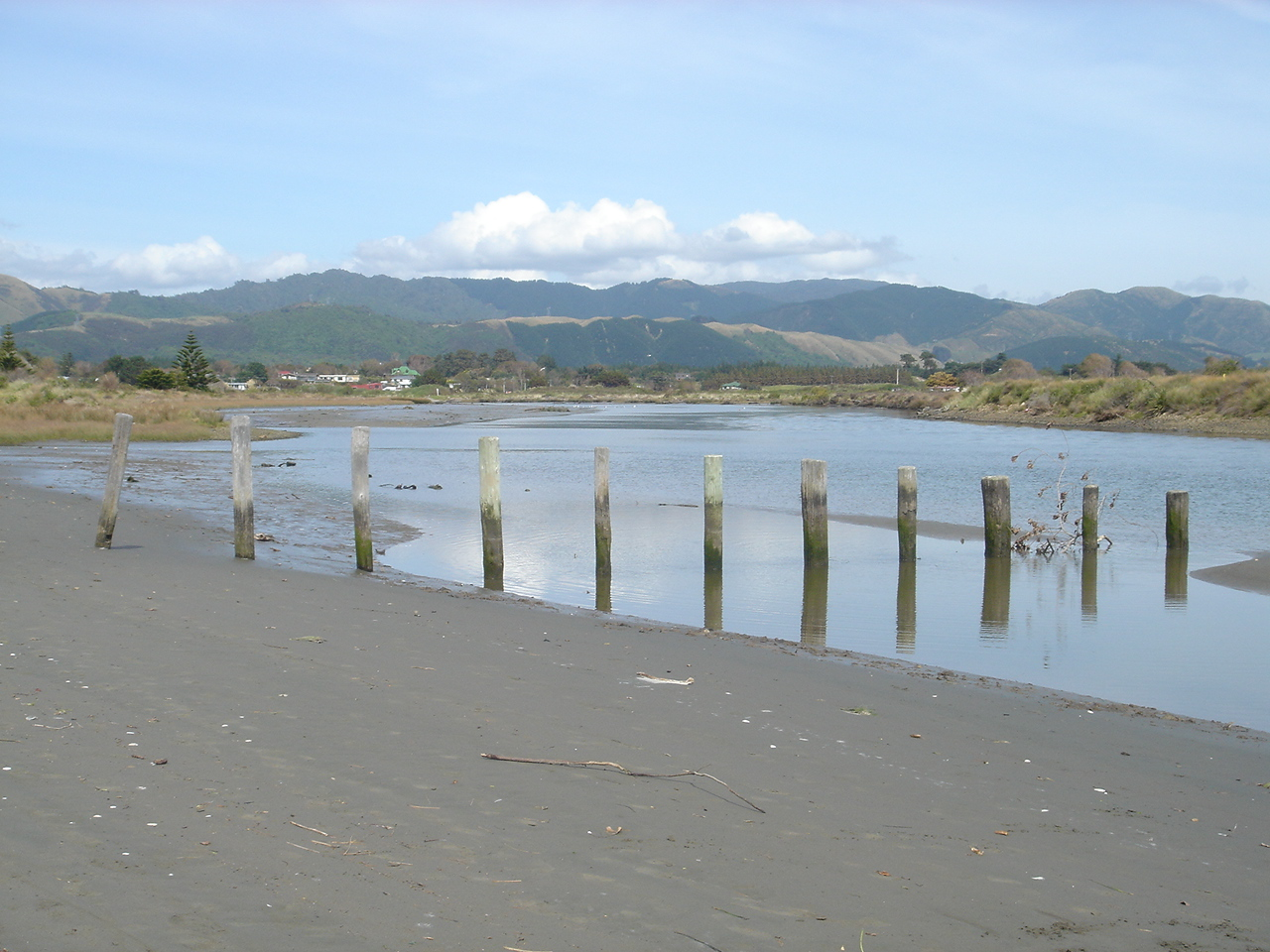
La rivière Waikanae entrant dans la mer de Tasman à “Waikanae Beach”

La rivière Waikanae  (en anglais : Waikanae River) est un cours d’eau localisé sur le District de Kapiti Coast dans l’Île du Nord  de la Nouvelle-Zélande.

## Géographie
La rivière draine le flanc ouest de la chaîne de Tararua autour de la ville de  Reikorangi et la vallée de Akatarawa, puis passe  au  Sud de la ville de  Waikanae avant de se jeter dans la Mer de Tasman  au niveau de « Waikanae Beach ».  Ses affluents comprennent: le Maungakotukutuku Stream, Ngatiawa , et le Reikorangi Stream. L’ estuaire de la rivière est une réserve significative  fournissant refuge et habitat pour les oiseaux de mer locaux ou migrateurs. Il constitue aussi une zone de loisir majeure, tant pour les résidents locaux que pour les touristes.
L’eau est extraite jusqu’à une certaine quantité de la rivière pour la fourniture de l’eau aux villes de Waikanae et Paraparaumu.  Il y a parfois des mesures de restriction de l’utilisation de l’eau si le niveau de la rivière est trop bas. Toutefois au contraire en Janvier 2005 la rivière a recouvert ses berges après des pluies importantes. La rivière a une eau de qualité et une grande diversité biologique parmi la vie aquatique mais  il y a parfois des explosions de cyanobactéries toxiques surtout après une période prolongée de basses eaux durant des périodes de temps chaud et sec.